# ハインツ・ラインファルト
ハインリヒ・フリードリヒ・"ハインツ"・ラインファルト（Heinrich Friedrich ("Heinz") Reinefarth、1903年12月26日 - 1979年5月7日）は、ナチス・ドイツの親衛隊の将軍。最終階級は親衛隊中将、武装親衛隊中将及び警察中将（SS-Obergruppenführer und General der Waffen-SS und Polizei）。
ライネファルトとも表記。

## 略歴
ドイツ帝国ポーゼン州のグネーゼン（現ポーランド領グニェズノ）出身。イェーナ大学で法学を学び、弁護士となった。義勇軍（フライコール）に参加したあと、1932年8月1日に国家社会主義ドイツ労働者党（正式略称NSDAP党、蔑称ナチ党）に入党。入党直後は突撃隊（SA）に参加していたが、1932年12月から親衛隊（SS）に移籍した。
ポーランド戦争前から国防軍の陸軍で訓練を受けており、大戦中の1939年から1942年にかけて陸軍337歩兵連隊に属する小隊の指揮を執り、実戦に参加した。1940年6月25日には下士官にして騎士鉄十字章を受章している。1942年4月20日に警察少将に任命されたのを機に陸軍を去り、親衛隊や警察の業務に戻った。陸軍での最終階級は予備役中尉だった。
1942年6月からベーメン・メーレン保護領（チェコ）の副総督クルト・ダリューゲから任命を受けて保護領の民政長官となった。さらにダリューゲの秩序警察（Orpo）本部にも在籍した。ダリューゲの庇護を受けてベーメン・メーレン保護領担当相カール・ヘルマン・フランク親衛隊大将の権力の抑え込みをはかった。

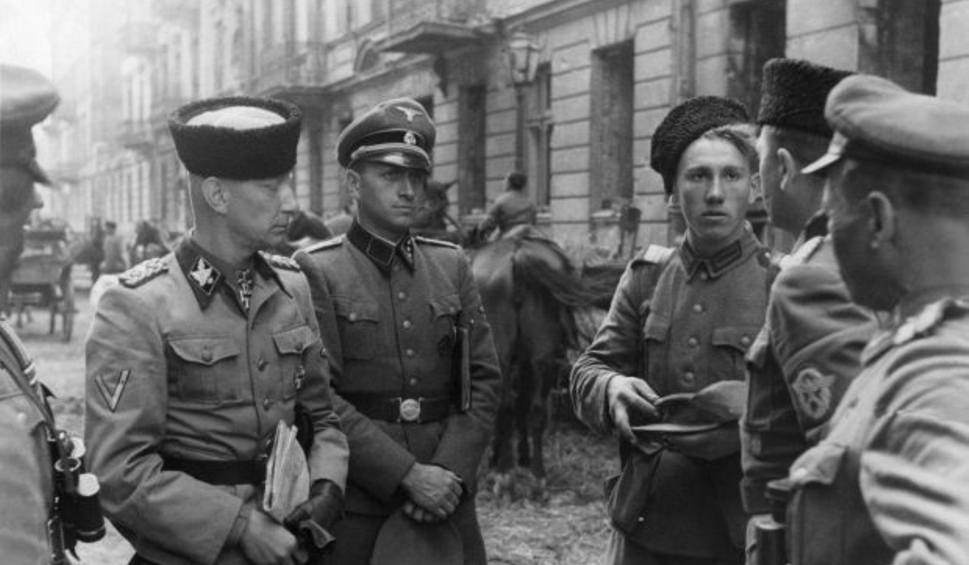
ブリーフィングを行うラインファルト達（左側クバンカ帽を被った人物）

1944年1月29日より死亡したテオドーア・ベルケルマン親衛隊大将（Theodor Berkelmann）の後任として、「ヴァルテ」親衛隊及び警察高級指導者（Der Höhere SS und Polizeiführer "Warthe"） に就任。1944年12月30日まで在職した。この間の1944年8月1日に親衛隊中将に昇進している。また1944年8月から11月にかけてエーリヒ・フォン・デム・バッハ＝ツェレウスキー親衛隊大将指揮下のワルシャワ蜂起鎮圧軍に属する部隊の指揮をとり、ワルシャワでの民間人殺害に関与した。1944年8月5日には、1日で3万5000人の民間人の殺害を行なった。この「戦功」で騎士鉄十字章柏葉章を受章。同年12月にはSS第18軍団（XVIII SS Armeekorps）の指揮官となり、1945年1月から3月にかけてキュストリン要塞（Festung Küstrin）防衛戦の指揮を執った。同地は3月初めまでは補給を受けられたが、3月13日にはキュストリンの大半はソ連軍に制圧され、3月22日には補給路がソ連軍に制圧された。ヒトラーからキュストリンの死守命令が下るも、3月30日にはラインファルトは命令を無視して、残っていた1000人の兵士と共に同地を脱出した。これにより、ヒトラーから逮捕命令が下りラインファルトは逮捕される。ラインファルトは死刑判決が下されていたものの、死刑執行されることなく敗戦を迎える。
ドイツ敗戦後、ポーランド政府はワルシャワ蜂起鎮圧に関与したラインファルトの身柄の引き渡しを求めたが、アメリカとイギリスはニュルンベルク裁判でラインファルトが証人として利用できると踏んでこれを拒否。ニュルンベルク裁判後、戦争犯罪により逮捕はされたが、ハンブルク地方裁判所の決定によりすぐに釈放された。また、引き渡しを逃れた他の理由として、ラインファルトがソ連の軍事情報をアメリカに提供していたこともあげられる。1951年にはヴェステルラント（Westerland）の市長に選ばれた。さらに1962年にはシュレースヴィヒ＝ホルシュタイン州州議会の議員に選出された。1967年に任期を終えた後は弁護士の職に戻った。ポーランド政府は再三にわたりラインファルトの身柄の引き渡し要求を行っていたが、結局最後まで引き渡しが実現することはなかった。1979年にズィルトで死去。